# Trasjanka
Trasjanka (трасянка) je směs ruštiny a běloruštiny, obecně používaná v současném Bělorusku (mj. prezidentem Alexandrem Lukašenkem). Fonetika je většinou běloruská, ale některá slovní zásoba a syntax ruské.

## Etymologie
Dříve byl tento jev nazýván různými termíny, například jazyková hybrida, jazyková chiméra, smíšenina, rozlomenina. Roku 1920 Vaclaŭ Lastoŭski použil slovo čaŭňa (od slova čaŭpsci – „žvanit, kecat“). Ujal se však název trasjanka.
Etymologii vysvětluje článek v časopise Kruh (4. dubna 1996): „Termín trasjanka původně označuje krmení pro krávy. Když hospodáři chybí dobré seno, přidá slámu a pečlivě to promíchá. Kráva si podvodu nevšimne a trasjanku sežere. Mléka ovšem nepřibude. Stejně Bělorusové – nevšímají si své hrozné trasjanky ani doma, ani v autobuse, ani v parlamentu.“

## Charakteristika
„Živelné zotročení jedněch národů druhými, masové migrace a nerovnoprávné vztahy mezi různými etniky tvoří historický podklad, na němž se tvoří pidžiny a kreolské jazyky“ – píše Mark Djačkov ve své knize Kreolské jazyky (1987). Běloruský jazykovědec Hienadž Cychun však podotýká :
K úplnému ztotožňování trasjanky s pidžiny nebo kreolskými jazyky není důvod především proto, že se v tomto případě jedná o vzájemné vlivy geneticky blízkých řečí, zatímco tvoření pidžinů a kreolských jazyků se zúčastnily jazyky daleké z hlediska genetického a typologického. Trasjance lze říci „kreolizovaný jazyk“, nebo přesněji – „kreolizovaná varianta běloruštiny“.

Většina výzkumníků považuje její základ za běloruský.
Trasjanka vznikla coby komunikační prostředek mezi běloruskojazyčným venkovem a ruzkojazyčnými úřady. Podle H. Cychuna sehrály významnou úlohu v rozšiřování trasjanky stalinské represe ve 20. a 30. letech, když běloruskojazyčná část obyvatel měst masově pod vlivem teroru přecházela na ruštinu. Migrace Bělorusů do měst rozšířila tento jev i ve městech, trasjanka se však nestala hlavním komunikačním prostředkem, byla totiž považována za „nekulturní řeč“.